# Вогнівка капустяна
Вогнівка капустяна (Evergestis forficalis) — вид лускокрилих комах родини вогнівок-трав'янок (Crambidae).

## Поширення
Вид поширений в Європі, Азії та Північній Америці. В Україні трапляється повсюдно, але найчисленніша в Поліссі та Лісостепу.

## Опис
Метелик з розмахом крил 24 — 27 мм, передні крила вохряно-жовті зі скісним темно-коричневим штрихом і нечітким малюнком, задні крила жовто-сірі.
Гусениця завдовжки 17 — 20 мм, забарвлення тіла варіює від жовто-зеленого до жовто-бурого, на спині дві світлі поздовжні смужки, по боках тіла — блідо-жовті смуги, голова і щиток зеленувато-коричневі.

## Спосіб життя
Метелики літають наприкінці травня — на початку червня. Активні в сутінках або вночі, охоче летять на світло. Самиці відкладають яйця на поверхню кормових рослин партіями по декілька штук. Загальна продуктивність однієї самиці — до 60 яєць. Гусениці живляться листям рослин родини капустяних. З культурних рослин пршкоджує капусту, редьку, ріпак, буряк, селеру, щавель, хрін, шпинат.